# Josep Llovera i Bufill
Josep Llovera i Bufill, (Reus, el Baix Camp, 7 de gener de 1846 - 7 de novembre de 1896), fou un pintor català.

## Biografia
Va assistir a l'escola de dibuix i pintura que Domènec Soberano tenia oberta a Reus, on es va fer amic del fill d'aquest pintor, Càstul Soberano. Després va fer estudis de farmàcia i va obrir botiga a Reus seguint la voluntat del seu pare. Als seus temps d'estudiant a Madrid i Barcelona va publicar caricatures a la premsa de l'època, tals com L'Ase i Lo Tros de paper de Barcelona, i el madrileny Gil Blas, però per influència de Marià Fortuny i Marsal es va dedicar a la pintura i va crear diverses aquarel·les d'èxit com Caceria de pollos en Jauja, Las sotas, i El Prado en el dia del Juicio final. Després de diversos viatges a París, el 1887 es va establir a Barcelona i va tenir èxit a la venda dels seus quadres. Bé que caigué en tots els tòpics, se salvà per la finor i l'elegància de les seves composicions. Esperant una processó és una de les seves millors obres, juntament amb Un ball de llàntia, Tornant de bateig i Damisel·les en el balcó. Treballà amb molt d'encert l'aiguafort.

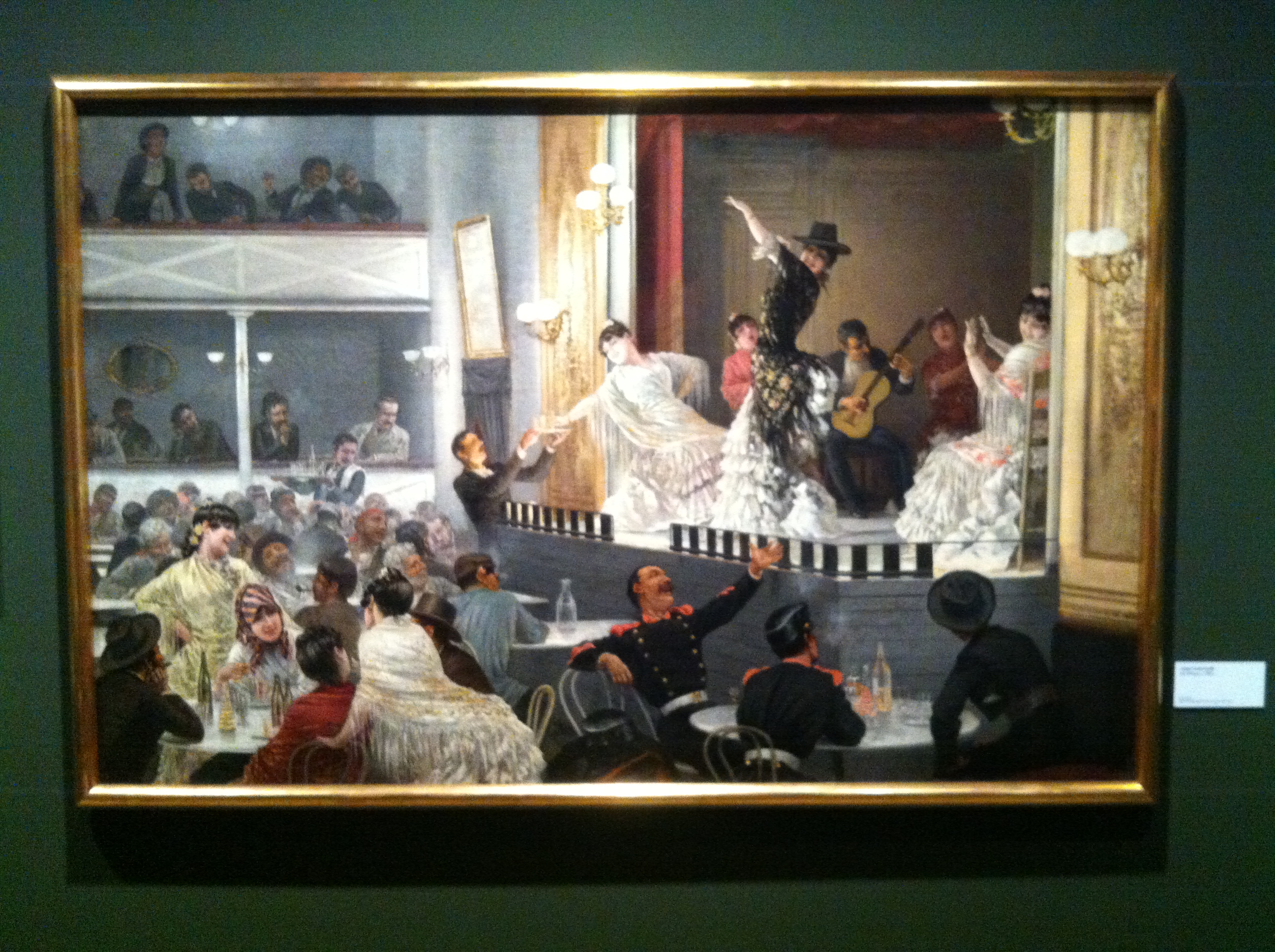
Obra de Josep Llovera al CCCB durant una exposició sobre l'Avinguda del Paral·lel.

Va morir a Reus el 7 de novembre de 1896 a la mateixa casa on havia nascut, a la plaça del Mercadal.
La ciutat de Reus el va nomenar fill il·lustre i li ha dedicat un carrer, el Carrer de Llovera.